# A disposizione
A disposizione è stato un programma radiofonico di intrattenimento andato in onda il venerdì su RTL 102.5 dalle 23 all'una, condotto dal duo Pio e Amedeo. Nella trasmissione i due si mettevano "a disposizione" degli ascoltatori, i quali li chiamavano e facevano chiamare dei loro amici o parenti per faccende personali i quali tentavano di risolverle, in modo scherzoso.
Era anche in radiovisione sul canale 750 di Sky e sul canale 36 del digitale terrestre, e della piattaforma Tivùsat.